# 435
El 435 (CDXXXV) fou un any comú començat en dimarts del calendari julià.

## Esdeveniments
- Anici Auqueni Bas és nomenat prefecte del pretori d'Itàlia per segona vegada.[1]
- Inici de la construcció de Chichén Itzá a Yucatán (data aproximada).